# رودلف فايفر
رودلف فايفر (بالألمانية: Rudolf Pfeiffer)‏ هو باحث في تاريخ العصور الكلاسيكية وأستاذ جامعي ألماني، ولد في 20 سبتمبر 1889 في آوغسبورغ في ألمانيا، وتوفي في 5 مايو 1979 في داخاو في ألمانيا.

## وصلات خارجية
- رودلف فايفر على موقع الموسوعة البريطانية (الإنجليزية)